# Wiktor Antonowitsch Awdjuschko

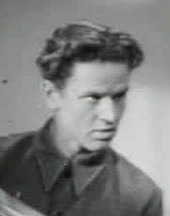
Wiktor Antonowitsch Awdjuschko

Wiktor Antonowitsch Awdjuschko (russisch Виктор Антонович Авдюшко; * 11. Januar 1925 in Moskau; † 19. November 1975 ebenda) war ein sowjetischer Schauspieler.

## Leben
Awdjuschko begann zunächst ein Studium am Moskauer Staatlichen Luftfahrtinstitut, wandte sich jedoch schon bald dem Film zu. Bis 1949 studierte er unter anderem bei Juli Raisman am Gerassimow-Institut für Kinematographie. Anschließend wurde er Schauspieler bei der Mosfilm. Awdjuschko gab sein Leinwanddebüt 1948 in Sergei Gerassimows Die junge Garde und erlebte seinen internationalen Durchbruch als Schauspieler 1961 in Mir wchodjaschtschemu, der für den Goldenen Löwen der Internationalen Filmfestspiele von Venedig nominiert war. Im Film war er als Soldat Jamschtschikow zu sehen. In der Folge trat Awdjuschko auch in internationalen Produktionen auf, darunter im DEFA-Film Nackt unter Wölfen sowie in der ungarischen Produktion Sterne an den Mützen von Miklós Jancsós.
Awdjuschko starb 1975 an den Folgen einer Lungenentzündung, die er sich bei Dreharbeiten zugezogen hatte. Er wurde auf dem Wagankowoer Friedhof beigesetzt.

## Filmografie (Auswahl)
- 1948: Die junge Garde (Молодая гвардия)
- 1951: In friedlichen Tagen (В мирные дни)
- 1953: Feindlicher Wirbelwind (Вихри враждебные)
- 1955: Seine Frau (Урок жизни)
- 1957: Liebe und Examensnöte (Они встретились в пути)
- 1958: Das Jahr Achtzehn (Восемнадцатый год)
- 1958: Das Geschenk des Zigeuners (Трудное счастье)
- 1958: Sonnensucher
- 1959: Trüber Morgen (Хмурое утро)
- 1959: Die nach uns kommen (Отцы и дети)
- 1962: Schwere Entscheidung (Наш общий друг)
- 1963: Nackt unter Wölfen
- 1964: Die Lebenden und die Toten (Живые и мёртвые)
- 1964: Der Fußballkapitän (Строгая игра)
- 1965: Reise mit Gepäck (Путешественник с багажом)
- 1965: Junge Jahre (Где ты теперь, Максим?)
- 1967: Sterne an den Mützen (Csillagosok, katonák)
- 1970: Seltsame Leute (Странные люди)
- 1970: Hinterm Haus der Feind (Песнь о Маншук)
- 1970–1972: Befreiung (Освобождение)
- 1971: Das Ende des Atamans (Конец атамана)
- 1972: Januskopf
- 1973: Ein Mensch an seinem Platz (Человек на своём месте)
- 1975: Iwan und Marja (Иван да Марья)
- 1975: Der Reiter mit dem Blitz in der Hand (Всадник с молнией в руке)
- 1976: Wenn es September wird (Когда наступает сентябрь)
- 1977: Soldaten der Freiheit (Солдаты свободы)
- 1977: Wenn die Berge locken (Пока стоят горы)

## Ehrungen
- 1965: Verdienter Künstler der RSFSR
- 1974: Volkskünstler der RSFSR